# لپ‌تاپ

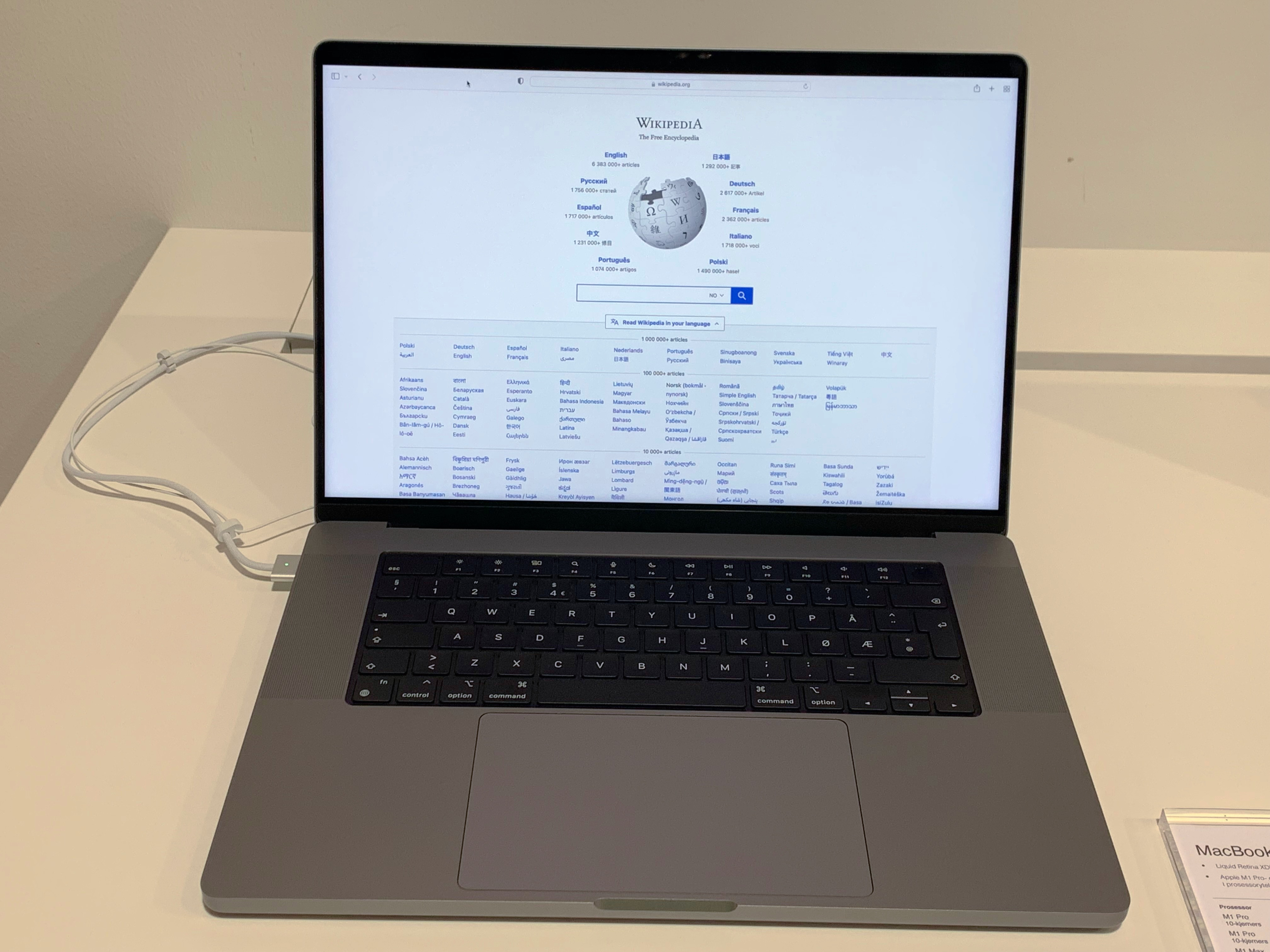
یک مک‌بوک هنگام نمایش ویکی‌پدیا

لپ‌تاپ (به انگلیسی: Laptop) یا نوت‌بوک یا رایانهٔ کیفی، به رایانه شخصی کوچک و قابل حمل گفته می‌شود.
در انگلیسی آمریکایی، از اصطلاح‌های «لپ‌تاپ» و «نوت‌بوک» به جای یکدیگر بهره‌گیری می‌شود و یکسانند.
وزن لپ‌تاپ‌ها بیشتر میان ۱ تا ۳ کیلوگرم است که به اندازه و تکنولوژی ساخت بستگی دارد. این رایانه‌ها کوچک‌تر از رایانه‌های رومیزی هستند و می‌توانند با یک باتری کار کنند یا از یک آداپتور AC/DC خارجی تغذیه شوند. بسیاری از آن‌ها چند سلول ۳ ولت دارند که در اجرای کارکرد ساعت و دیگر فرایندها در هنگام قطع برق سودمند است. لپ‌تاپ‌ها به‌طور کلی دارای همان بخش‌هایی هستند که در یک رایانه رومیزی وجود دارد، با این تفاوت که تا جای ممکن از وزن و اندازه آن‌ها کاسته شده‌است. لپ‌تاپ‌ها دارای نمایشگر بلور مایع هستند و چند طرح حافظه در آن‌ها برای RAM در نظر گرفته شده‌است. لپ‌تاپ‌ها همچنین دارای یک صفحه‌کلید سرخود هستند و یک ماوس نیز روی بدنه زیرین دارند؛ اگرچه می‌توان صفحه‌کلید و ماوس خارجی نیز به آن‌ها افزود.
در یک لپ‌تاپ استاندارد همه سخت‌افزارها و ورودی‌ها و خروجی‌هایی که در یک رایانه رومیزی دیده می‌شوند با هم ترکیب شده و یک واحد را به وجود می‌آورند. این سخت‌افزار از: نمایشگر، بلندگو، صفحه‌کلید، دیسک‌گردان نوری، وب‌بین و میکروفون. برخی از لپ‌تاپ‌ها دارای صفحه لمسی هستند. لپ‌تاپ‌ها معمولاً شارژر دارند. ویژگی‌های سخت‌افزاری لپ‌تاپ‌ها با توجه به مدل، ساخت و قیمت، گوناگون است.

## پیشینه

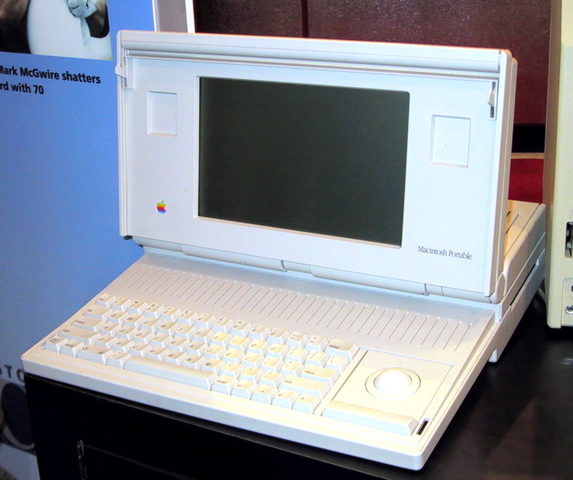
مکینتاش پورتیبل، نخستین تلاش اپل برای ساخت کامپیوتر متکی بر باتری

پیش از توسعه رایانه نوت بوک و لپ‌تاپ، ایده‌های مانند آن ارائه شد مانند: الن کی که Xerox pare را در اوایل ۱۹۷۰ راه‌اندازی کرد. نخستین رایانه پرتابل در ۱۹۸۱ معرفی شد و در آن از سیستم‌عامل CP/M استفاده شد. اگر چه این رایانه خیلی سنگین و بزرگ بود و مانیتور کوچک CRT داشت اثر زیادی در تجارت داشته‌است. این‌ها اولین رایانه‌های پرتابل بوده‌اند و Xerox note دوباره در PARC در ۱۹۷۶ توسعه یافت.
آزبورن ۱ اندازه چرخ خیاطی پرتابل را داشت و توانست برای هواپیماهای تجاری استفاده شود. با این وجود نمی‌توان آن را با باتری راه‌اندازی کرد. در سال ۱۹۸۲ کایروپ نوع دوم سیستم را عرضه کرد که براساس CP/M طراحی شده‌است. این سیستم دو برابر درایو فلاپی می‌باشد و می‌تواند ظرفیت ۲ برابر تولید کند.
یک موفقیت مربوط به Compag بود که اولین محصول آن در ۱۹۸۳ عرضه شد. رایانه IBM یک سیستم استاندارد می‌باشد و می‌تواند از نوع Dsborne به‌شمار رود. توان AC در راه‌اندازی آن استفاده خواهد شد. استفاده از داس یک ویژگی از IBM می‌باشد که با pc سازگاری ندارد.
یک ماشین دیگر در سال ۱۹۸۱ عرضه شد و در سال ۱۹۸۳ به نام Epson hx۲۰ معرفی گردید. ویژگی این ماشین صفحه کلید ۶۸ بیتی و داشتن باتری از جنس کادمیوم نیکل بود. صفحه نمایش LCD در حدود ۴ خط متن را با ۲۰ کاراکتر نشان می‌دهد. پرینتر ماتریس نقطه‌ای ۲۴ ستون به نام ترجمه گر BASIC و ۱۶KB از RAM همگی نقش مهم در این روند دارند.
laptop واقعی یک grid 1101 بود که توسط موگارید در ۱۹۸۰–۱۹۷۹ عرضه شد. این سیستم طرح کنترلی دارد و صفحه نمایش مسطح آن می‌تواند خمیده شود. آن‌ها با چند باتری عمل می‌کنند که به صفحه نمایش پلاسمای ۲۰۰×۳۲۰ پیکسل مجهز هستند. با این وجود در ارتش آمریکا و ناسا از طرح فضایی در طی ۱۹۸۰ استفاده شد. سازندگان grid بازده ویژه حق خود را به‌دست آوردند و این نوآوری متداول شد. این شرکت از دو laptop دیگر نیز استفاده کرده‌است؛ که sharppc ۵۰۰ و gavilan sc نام دارند. آن‌ها در سال ۱۹۸۳ و ۱۹۸۴ فروخته شدند. این سیستم به نام laptop معروف است. این می‌تواند به ابزار تماسی که بر صفحه کلید قرار دارند مجهز شود. آن‌ها مانند GRID کیس کوچک دارند ولی سازگاری IBM در آن‌ها زیاد است. آن‌ها قدرت اجرایی با هر نرم‌افزاری را دارا هستند. آن‌ها صفحه نمایش LCP دارند و می‌توانند به پرینتر خارجی وصل شوند. Delmont که در ۱۹۸۴ عرضه شد مانند gaveling است که در ۱۸۶–۸ Intel استفاده گردید.

## گونه‌ها
لپ‌تاپ‌ها در گونه‌های مختلفی ساخته شده‌اند؛ و خریدار با توجه به کاری که با لپ‌تاپ می‌خواهد انجام بدهد آن‌ها را خریداری می‌کند.
گونه‌هایی از لپ‌تاپ:

### Umpcs
این نوع از لپ‌تاپ‌ها دارای اندازه کوچکی هستند و در نتیجه قابلیت جابجایی راحت تری نسبت به سایر مدل‌ها دارند. اندازه آن‌ها مانند PDA است و نوت‌بوک نیز خوانده می‌شوند و می‌توان آن‌ها را روی زانو گذاشته و از آن‌ها استفاده کرد. البته باید اشاره کرد که قسمت سخت‌افزاری لپتاپ حرارت تولید می‌کند که این خود عامل آسیب خواهد شد. با توجه به اندازه نسبتاً کوچک آن‌ها، از ترکیب صفحه نمایش ۲۰ سانتی‌متری همچنین صفحه کلید مینیاتوری و البته رابط موس استفاده می‌شود و در اختیار کاربر قرار می‌گیرد که می‌تواند تجربه متفاوتی برای کاربر ایجاد کند. این نوع لپ‌تاپ‌ها دارای عملکردی ضعیف هستند و از مؤلفه‌های پرانرژی محسوب می‌شوند.

### Ultraportable
این نوع از لپ‌تاپ‌ها صفحه نمایش کوچکتر از ۱۲ اینچ به صورت مورب دارند و وزن آن‌ها بین ۳–۵ پوند است. صفحه کلید آن‌ها اندازه استاندارد نیست و بعضی از دکمه‌های صفحه کلید استاندارد را ندارد. مخاطبان اولیه آن‌ها مسافران تجاری و دانشجویانی هستند که به laptop سبک نیاز دارند. آن‌ها اغلب هزینه خرید بالایی دارند. البته دارای عمر طولانی باتری می‌باشند و از Cpu با توان خانگی نیز استفاده می‌کنند. laptop از نوع نوری و باریک دارای وزن ۶–۴ پوند است و اندازه صفحه نمایش بین ۱۲ و۱۴ اینچ می‌باشد. laptop قاب بزرگ وزن ۷–۵ پوند دارد و اندازه صفحه نمایش ۱/۱۴ اینچ و ۴/۱۵ می‌باشد.

### رایانه جانشینی دسک تاپ
این‌نوع از لپ‌تاپ‌ها عمدتاً در محل ثابت استفاده می‌شوند و به علت وزن و اندازه غیرطبیعی نسبت به سایر لپ‌تاپ‌ها مطلوب نمی‌باشند. البته فضای بیشتری را برای مؤلفه‌ها عرضه می‌کنند و به‌اندازه ۱۷ – ۲۰ اینچ هستند. این‌ها دارای عمر باتری نسبتاً کوتاه می‌باشند که تقریباً ۳ساعت دوام می‌آورد زیرا سخت‌افزار قرار داده شده در این نوع لپ‌تاپ‌ها جهت استفاده مؤثر باتری بهینه نشده‌اند. گاهی آن‌ها را luggable گویند. این مثال از آن‌ها شامل نوت بوک بازی است که می‌تواند پردازش گرافیکی سه بعدی انجام دهد.

### osbornel

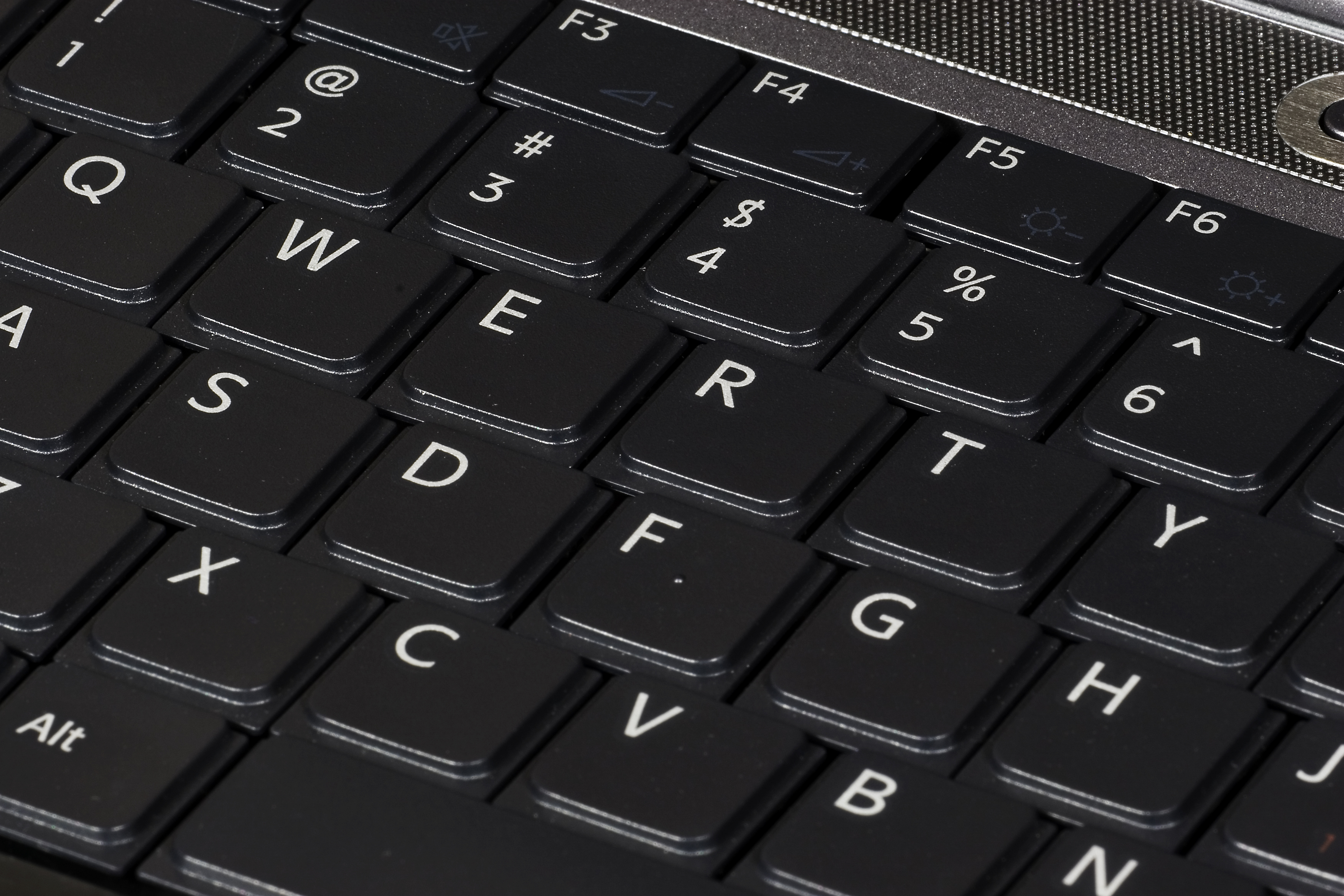
صفحه‌کلید کوئرتی در لپ‌تاپ سونی وایو سال ۲۰۰۷

‌‌‌‌لپ‌تاپ‌ها می‌توانند بر یک طیف محاسباتی بین ابزار پرتابل قرار گیرند. نقطه استفاده آن مانند نرم‌افزار دسک تاپ است ولی نمی‌تواند محاسبات متحرک را انجام دهد. دیگر نقاط طیف عبارتند از: 

### رایانه‌های پرتابل:
این‌ها به آسانی حرکت می‌کنند و نمی‌توانند هنگام حمل استفاده شوند. زیرا به توان AC نیاز دارند. رایج‌ترین آن‌ها osbornel می‌باشد که می‌تواند نرم‌افزار دسک‌تاپ را راه‌اندازی کند ولی حامی محاسبه متحرک نمی‌باشد.

### Tablets
رایانه‌ها به شکل نوت بوک کاغذی هستند و رابط آن‌ها دارای شیار مغناطیسی است و نرم‌افزار می‌تواند با یک صفحه نمایش تماسی شناخته شود. ازسال ۲۰۰۷ رایج‌ترین آن‌ها به نام tabletpc عرضه شد که صفحه نمایش تماسی دارد. بعضی از آن‌ها صفحه کلید ندارند و قابل انتقال می‌باشند. آن‌ها چرخش ۱۸۰ درجه دارند و بر بالای صفحه کلید تا می‌شوند. آن‌ها عمل‌کرد محدود در محل‌های خاص داشته‌اند و می‌توانند وظایف عادی را انجام دهند.
Tablet اینترنتی به شکل لوج است و می‌تواند در محاسبه متحرک استفاده شود. آن‌ها از لینوکس استفاده می‌کنند؛ و می‌توانند چند برنامه را راه‌اندازی کنند ولی جایگزین رایانه نمی‌شوند. ویژگی MP3، ویدئو، مرورگر اینترنت، chat و تصویر در آن‌ها بارز است. PDAها نیز رایانه کوچک و جیبی هستند که عملکرد محدود دارند. آن‌ها حامی محاسبه متحرک هستند هرگز هر نرم‌افزار را راه‌اندازی نمی‌کنند. رایانه‌های دستی کوچکتر هستند و تلفن هوشمند یا PDA دارای یک تلفن سلولی مکمل می‌باشد. مرزهای این مقوله‌ها مشخص نمی‌باشد. OQOUPC یک PC با اندازه PDA می‌باشد. Apple emate کوچکتر از laptop است ولی نرم‌افزار PDA را راه‌اندازی می‌کند. خط Hpomnibook نیز دارای ابزار رایانهی دستی است. سخت‌افزار نوکیا ۷۷۰ مانند PDA است و ۶۰۰۰ Zaurus در آن کاربرد داشته‌است. تنها دلیل که آن را PDA نمی‌خوانند آن است که نرم‌افزار PIM ندارد. از سوی دیگر ۷۷۰ و Zerus می‌توانند یک نرم‌افزار linux را اجرا کنند.

### دو در یک
‌‌‌‌لپ‌تاپ دو در یک، ‌‌‌‌لپ‌تاپ‌هایی هستند که هم می‌توان از آن‌ها به عنوان ‌‌‌‌لپ‌تاپ و هم تب‌لت استفاده کرد.

### گیمینگ
این نوع لپ‌تاپ ها مخصوص بازی های ویدیویی هستند و به درد بازی میخورند اما به غیر از بازی ویدیویی میتوان از این استفاده های دیگری کرد

## سخت‌افزار
اجزای پایه لپ‌تاپ همانند دسکتاپ‌ها عمل می‌کنند.

### واحد پردازش مرکزی
واحد پردازش مرکزی در لپ‌تاپ‌ها قادر است در انرژی صرفه‌جویی کند و در مقایسه با سی پی یوی دسکتاپ‌ها گرمای کمتری تولید می‌کند. واحد پردازش مرکزی یا همان CPU های ‌‌‌‌لپ‌تاپ عموما توسط دو شرکت اینتل و AMD ساخته می‌شوند. رده بندی پردازنده های ‌‌‌‌لپ‌تاپ با PC متفاوت است. امروزه سایت هایی هستند که این رده بندی ها را انجام می‌دهند و آنها را اصلاحا تحت عنوان بنچمارک CPU به کاربرانشان ارائه می‌دهند. فرضا پیوند بعدی یک بنچمارک CPU ‌‌‌‌لپ‌تاپ است که از نسل 8 تا نسل 12 پردازنده های اینتل و AMD را رده بندی کرده و منتشر کرده است. 
قدرت هر ‌‌‌‌لپ‌تاپ یا PC با نوع، شمار هسته، سرعت فرکانس و نسل پردازنده پردازنده ارتباط مستقیم دارد. همچنین معیار های دیگری همانند قابلیت آورکلاک یا لیتوگرافی پردازنده نیز می‌توانند در سرعت و قدرت پردازنده تاثیر گذار باشند.
در تصویر بالا شما یک مادربرد را می‌بینید که بر روی آن تعداد زیادی ماژول رم و پردازنده سوار شده است.

### باتری
باتری بیشتر لپ‌تاپ‌ها از نوع لیتیم-یون یا باتری لیتیم پلیمر بود. این باتری‌ها هوشمند و قابل‌شارژ هستند. باتری ‌‌‌‌لپ‌تاپ ها بسته به تعداد سلول و میزان ظرفیت و از آن طرف بسته به مقدار توان مصرفی پردازنده و کارت گرافیک شارژدهی دارند.

### اجزای کنار گذاشته شده
در لپ‌تاپ‌ها معمولاً اجزای زیر دیده نمی‌شود: دکمه ریست، درایو فلاپی‌دیسک، مودم، ارتباط فروسرخ (IrDA)، کارت PC. جدا از این موارد در ‌‌‌‌لپ‌تاپ های جدید عموما درگاه های USB کمتر شده و جای خود را به درگاه جدید تایپ C داده اند. استفاده از DVD رایتر در ‌‌‌‌لپ‌تاپ های جدید نیز در حال منسوخ شدن است.

## مسائل استانداردسازی
اگر چه استاندارد جهانی عامل تشکیل عوامل جانبی و کارت PC در رایانه دسکتاپ می‌باشد، هنوز باید استانداردهای جهانی برای عوامل امروزی در بخش داخلی طراحی گردند. ولتاژ الکتریکی، طرح مادربورد، آداپتور داخلی و غیره، کابل LCD و درایو فلاپی به صفحه اصلی متصل هستند. آن‌ها تحت اثر چند فیلد می‌باشند و باید ارتباط با سخت‌افزار ناسازگار عملی شود. این‌ها پیچیده‌تر از ابزار الکترونیکی مصرفی می‌باشند. قطعات متفاوت دارای مسائل خاص هستند و باید متخصصان با این ابزار و سخت‌افزارها آشنایی پیدا کنند. این یک اقدام خاص تجاری می‌باشد.

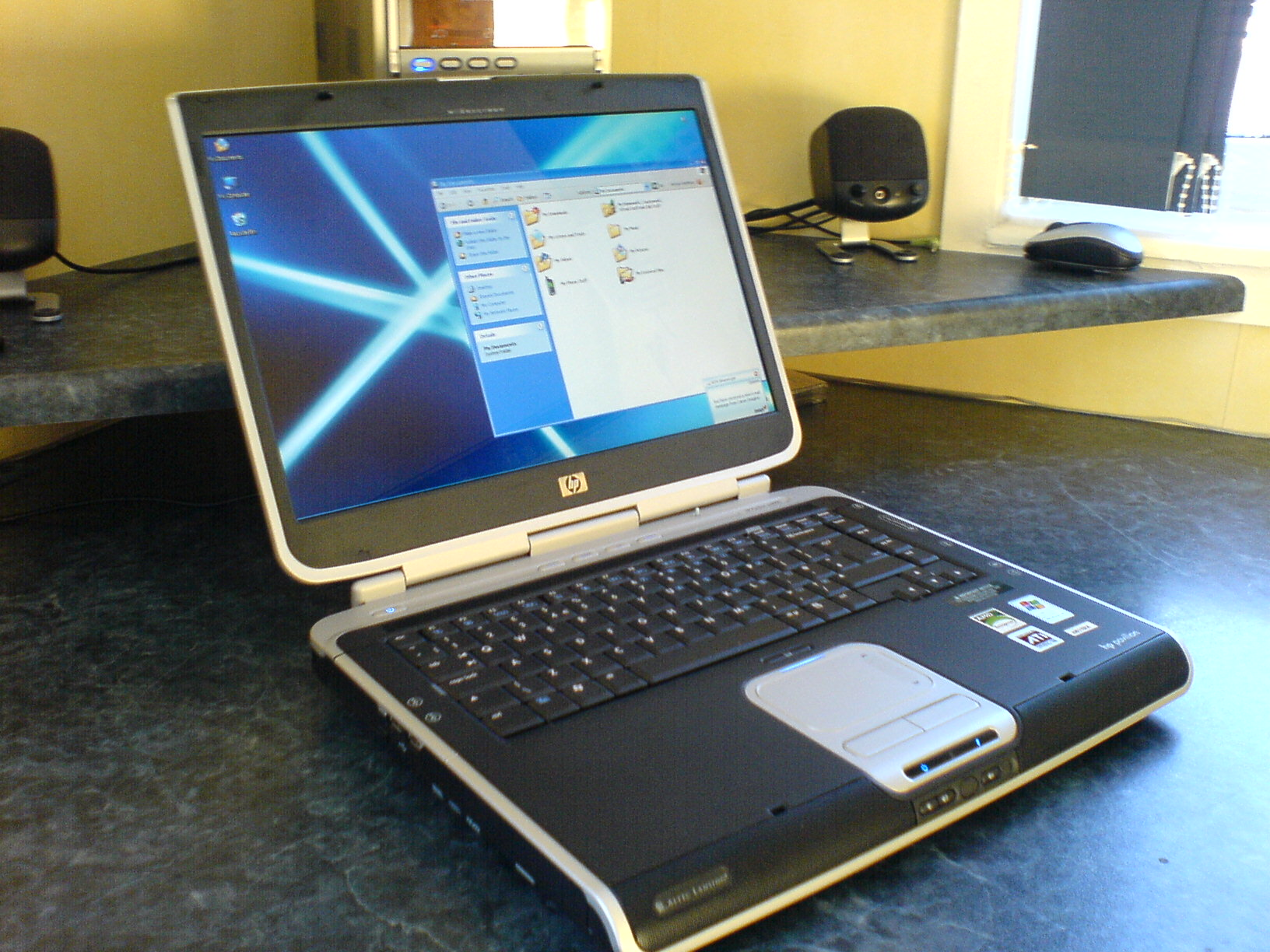
یک لپ‌تاپ در اندازه متوسط ساخت شرکت اچ‌پی که جایگزین مناسبی برای رایانه‌های رومیزی به حساب می‌آید.

### قابلیت ارتقاء
این روند بسیار محدود است و این به دلیل فنی و اقتصادی نمی‌باشد. از سال ۲۰۰۶ هیچ نوع استانداردی برای laptop گزارش نشد. هر فروشنده از طرح اختصاصی استفاده می‌کند و در نهایت می‌توان به مؤلفه‌هایی دست یافت که در بخش رقابت قرار گرفته‌اند با چند مورد استثناء می‌توان دید که مؤلفه‌های laptop به ندرت می‌توانند بین سازندگان مورد پذیرش قرار گیرند. آن‌ها در خطوط متفاوت تولید مورد توجه خاص هستند. ابزار جانبی آن‌ها بر PCB اصلی قرار می‌گیرند و بنابراین ارتقاء با استفاده از ورودی‌های خارجی عملی خواهد شد و می‌توان از شیار کارت و لوازم بی‌سیم استفاده کرد. دیگر مؤلفه‌ها مانند RAM و درایو سخت و باتری‌ها نیز توسط کاربر ارتقاء خواهند یافت. بسیاری از این laptopها دارای cpu متحرک هستند اگر چه حمایت از دیگر cpuها به مدل‌های خاص محدود شده‌است. cpu شیاری می‌تواند به راحتی استفاده شود. در این شرایط مدل‌های سال گذشته به خوبی نمی‌توانند عمل ذخیره و جایگزینی را انجام دهند. بسیاری از این لپ‌تاپ‌ها دارای شیار داخلی minipct هستند و از wifi یا بلوتوث به عنوان یک نسخه استفاده خواهد شد ولی باید سنجش آن‌ها در کارت‌های نصب شده انجام شود. این نوع طرح‌ها می‌توانند به همراه USB و رابط I/O استفاده شوند. اگر چه کاربرها باید حامل لوازم جانبی USB باشند. در این حالت ان‌ویدیا و ATI یک رابط استاندارد برای واحد پردازش گرافیکی می‌باشند. انتخاب‌ها با توجه به PCIE/AGP بعد از بازاری محدود می‌باشد. در ژانویه ۲۰۰۷ نیز Asus اعلام کرد که ویدئوی خارجی ایستگاه XG برای لپ‌تاپ‌ها مفید است. ایستگاه XG به laptop وصل می‌شود و این با استفاده از USB-۲ و رابط کاری عملی است. در فوریه ۲۰۰۷ یک استاندارد جدید برای کابل خارجی PCI و کانکتور معرفی شد. این‌ها می‌توانند در آینده با استفاده از طرح حمایتی PCI و شاسی رشد یابند.

## لپ تاپ استوک
```
به لپ تاپ هایی گفته می شود که خط تولید آنها متوقف شده و به فروش نرفته اند. این قبیل لپ تاپ ها معمولا به کشور های خاورمیانه ارسال می شوند. علاوه بر این، لپ تاپ هایی که به هر دلیلی مشتری پس از خرید آن را به فروشگاه مرجوع کرده است نیز لپ تاپ استوک محسوب می شوند. این لپ تاپ ها به دلیل باز شدن بسته بندی، دیگر کالای آکبند محسوب نشده به انبار منتقل شده و به فروش نمی رسند. به عبارت دیگر لپ تاپ استوک هیچ ایرادی ندارند و در ساخت آنها از قطعات با کیفیت استفاده شده است، اما فصل فروش آنها به پایان رسیده یا در تمام این مدت در انبار محفوظ بوده اند.
```

### مزایا
خرید لپ تاپ استوک از نظر اقتصادی بسیار به صرفه است و می‌تواند تا حد زیادی در هزینه‌ها صرفه جویی کند. همچنین برای فروشنده نیز مفید است و به جای دور انداختن لپ تاپ، باعث بازگشت مقداری از پول نیز می‌شود.
همچنین برای طبیعت نیز بسیار مفید است و باعث کاهش زباله نیز می‌شود.

### معایب
لپ تاپ استوک معمولا دارای گارانتی شرکت سازنده نیست و ممکن است توسط فروشنده تا چند ماه گارانتی شود.

## فروش
امروزه شرکت‌ها و برندهای زیادی در سطح جهان به تولید لپ‌تاپ مشغول هستند. از جمله برندهایی مانند:
- اپل
- دل
- ایسوس
- لنوو
- ایسر
- ام اس آی
- اچ پی
- سامسونگ
- فوجیتسو
- هواوی
- شیائومی